# Kalkrozijnenmos
Kalkrozijnenmos (Lempholemma chalazanum) is een korstmossoort uit de familie Lichinaceae. Het leeft in symbiose met de alg Nostoc.

## Determinatie
Kalkrozijnenmos is een geleivormig korstmos met een klein tot uitgespreid, vaak meer dan 2 cm groot thallus. De apotheciën zijn vaak samengeklonterd op thallusplooien of kwabranden, ondergedompeld tot half ondergedompeld en meten 0,2 tot 0,3(-0,5) mm. Pycnidiën zijn ondergedompeld, enkelvoudig, hyaliene, smal peervormig tot eivormig. Conidiën zijn hyaliene, cilindrisch en meten 23 × 1 µm. Het hymenium is 100-130(-140) µm hoog. De asci zijn 8-sporig. De ascosporen zijn enkelvoudig, hyaliene, ellipsoïde tot brede ellipsoïde en meten (7,5-)10-17,5(-20) × 7,5-12,5(-15) µm.

## Verspreiding
Het verspreidingsgebied van kalkrozijnenmos strekt zich uit over Europa, Noord-Amerika en een aantal Aziatische landen. In Nederland is kalkrozijnenmos zeldzaam.